# Franjo Krsto Delišimunović
Franjo Krsto Delišimunović (? - Gora (Petrinja), 2. svibnja 1712.), hrvatski vojni zapovjednik iz hrvatske plemenitaške obitelji Delišimunovića, rođen u obitelji Jelačića. Bio je graničarski časnik i dosegao je čin generala. Službovao je u konjaničkim postrojbama.
Bio je posinak je Krste Delišimunovića, a preuzeo je očuhovo prezime i naslijedio njegove posjede.  Ženidbama je stekao imanja i utjecaj. Supruga mu je bila Barbara Sidonija, kćer Ivana Peranskog. Posjed i kuriju je imao na području Zamršja. Plemstvo je njemu i očuhu proglašeno u Hrvatskom saboru 1678. godine.
Sudjelovao je 1693. u vojnim akcijama oko rijeke Une. Dvije godine poslije potkapetan je u Sredičkom. Poslije je obnašao dužnost zapovjednika kupske i prekogorske Krajine i potkapetana kraljevstva. 1702. godine zabilježen je kao zapovjednik Gornjeg polja, Glinske i Planinske krajine.
Iste godine bavio se pitanjem podređivanja Varaždinskoga generalata banskoj upravi. 
1704. godine zajedno s Franjom Vragovićem zapovijedao je hrvatskom vojskom koja je poslana na intervenciju u Ugarsku radi gušenja ustanka Franje II. Rakóczyja. Sljedeće godine zapovjednikom je Kostajnice, s činom pukovnika. Nije poslušao poziv bana Ivana Pálffyja 1706./07. godine za skupljanje vojske u prekokupskoj Krajini i njen pokret na Dravu, jer je na području Banske krajine, gdje je imao posjede, bilo nemira. 
Početkom 18. stoljeća sudionik gušenja vlaške bune u Banskoj krajini. Sljedeća buna koju je gušio bila je kupska buna 1708. koja je bila na području Zamršja.
1708. je godine dobio grofovski naslov i novi prošireni grb. 1712. je godine jednim od sudionika u radu Hrvatskoga sabora pri donošenju Pragmatičke sankcije. 
Darovatelj crkvi pavlinskog samostana u Sveticama, gdje se na glavnom oltaru, koji je dao podignuti, nalazio njegov grb.
Umro je bez potomaka 1712., a supruga je imanja razdijelila Katoličkoj Crkvi.